# Bobolinc
El bobolinc (Dolichonyx oryzivorus) és una espècie d'ocell de la família dels ictèrids (Icteridae) i única espècie del gènere Dolichonyx. Habita zones d'herba alta, praderies empantanegades i terres de conreu, criant al sud del Canadà i nord dels Estats Units i passant l'hivern al Paraguai i països al voltant.